# 15-та моторизована дивізія (СРСР)
15-та моторизована дивізія — військове з'єднання РСЧА у складі 2-го механізованого корпусу (2 МК) до та під час Німецько-радянської війни.

## Історія
15-та моторизована дивізія була сформована навесні 1940 року на базі 15-ї Сиваської ордена Леніна двічі Червонопрапорної ордена Трудового Червоного Прапору стрілецької дивізії.
Під час Бессарабсько-буковинського походу РСЧА в 1940 році дивізія першою увійшла у м. Кишинів. Після закінчення походу на території Молдови почалося формування 2-о механізованого корпусу, до складу якого увійшла і 15-та МД.
У склад 2-о МК брала участь у боях у складі Південного фронту. У кінці липня 1941 року разом з корпусом потрапила в Уманський котел. Під час виходу з оточення командир дивізії генерал-майор Н. Н. Бєлов, а решта командування дивізії потрапили в оточення. Вдалося вийти з котла лише частині командирів та бійців дивізії.
Із залишків 14-о танкового полку 15-ї МД було сформовано 67-й та 69-й танкові батальйони.

## Повна назва
15-та Сиваська двічі Червонопрапорна ордена Леніна моторизована дивізія

## Підпорядкування
- Південний фронт, 9-та армія, 35-й стрілецький корпус (20 червня — 10 липня 1940)
- Одеський військовий округ, 2-й механізований корпус 10 липня 1940 — 22 червня 1941)
- 9-та окрема армія, 2-й механізований корпус (22 — 25 червня 1941)
- Південний фронт, 9-та армія, 2-й механізований корпус (25 червня — 18 липня 1941)
- Резерв Південного фронту, 2-й механізований корпус (18 липня — 29 липня 1941)
- Південний фронт, 12-та армія, 2-й механізований корпус (29 липня — 3 серпня 1941)

## Склад
- 47-й мотострілецький полк
- 321-й мотострілецький полк
- 14-й танковий полк
- 203-й артилерійський полк
- 166-й окремий винищувально-протитанковий дивізіон
- 114-й окремий зенітно-артилерійський дивізіон
- 77-й розвідувальний батальйон
- 53-й окремий батальйон зв'язку
- 132-й артилерійський парковий дивізіон
- 96-й медико-санітарний батальйон
- 156-й автотранспортний батальйон
- 35-й ремонтно-відновлювальний батальйон
- 38-ма рота регулювання
- 61-й польовий хлібозавод
- 77-ма польова поштова станція
- 357-ма польова каса Держбанку

## Командири
- Комбриг С. М. Кривошеїн
- Комбриг М. Д. Соломатін
- Генерал-майор Н. Н. Бєлов